# Нова-Загора (община)
Но́ва-Заго́ра (болг. Община Нова Загора) — община в Болгарии. Входит в состав Сливенской области.
Население составляет 43 682 человека (на 15 августа 2008 года).

## Административно-территориальное деление
Площадь территории общины — 876,9 км² (2-е место по размеру территории в области).
Административно и территориально община разделена на 31 кметство.
Население проживает в 34 населённых пунктах:
| - Асеновец - Баня - Богданово - Брястово - Бял-Кладенец - Графитово - Дядово - Езеро - Еленово - Загорци - Каменово - Караново - Конёво - Кортен - Крива-Круша - Любенец - Любенова-Махала | - Млекарево - Научене - Нова-Загора - Новоселец - Омарчево - Пет-Могили - Питово - Полско-Пыдарево - Прохорово - Радево - Радецки - Сокол - Стоил-Войвода - Сыбрано - Сыдиево - Сыдийско-Поле - Ценино |

## Политическая ситуация
Кмет (мэр) общины Нова-Загора — Николай Георгиев Грозев (Граждане за европейское развитие Болгарии (ГЕРБ)) по результатам выборов.
Председатель Совета общины — Пейчо Динев Пейчев.